# Torsö
Torsö é a maior ilha do lago Vener, perto da costa da província histórica da Gotalândia Ocidental. Tem uma área de 62 km 2.